# Marquard II. Schenk von Castell

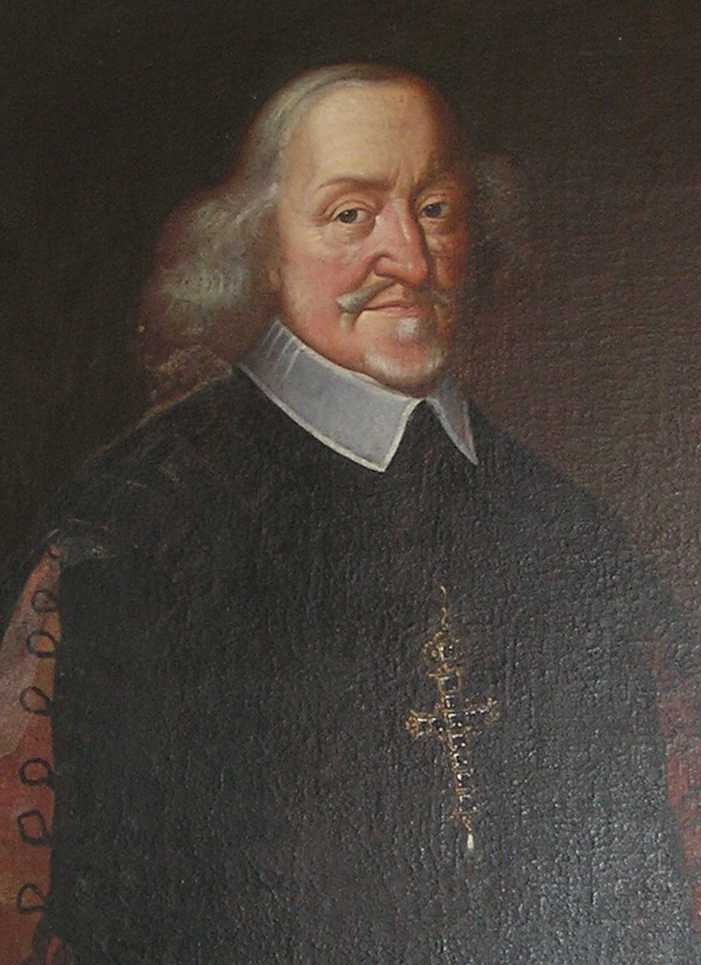
Der Bischof auf einem Portraitgemälde

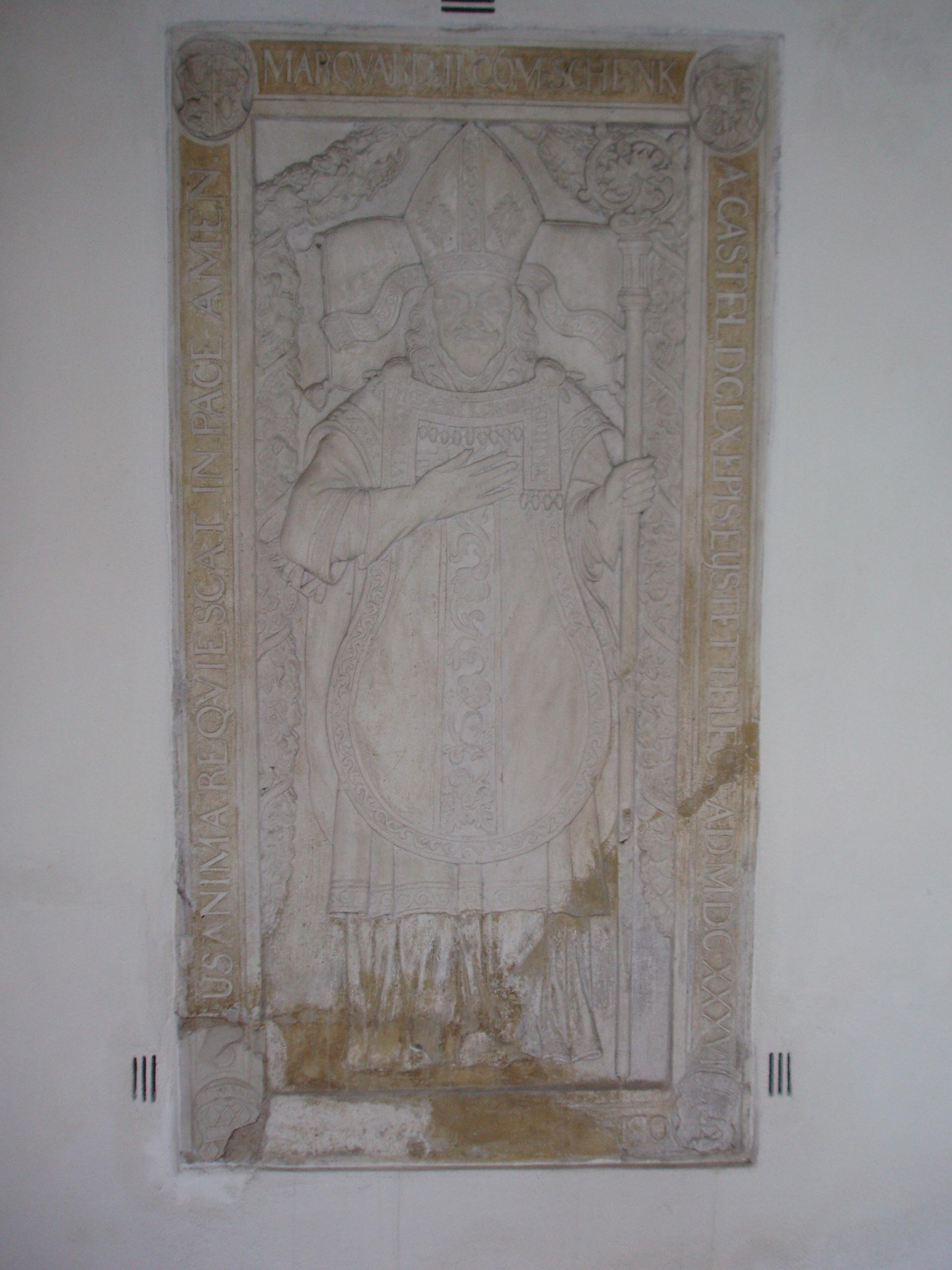
Epitaph des Eichstätter Bischofs Marquard II. Schenk von Castell im Eichstätter Dom-Kreuzgang

Graf Marquard II. Schenk von Castell (* 10. August 1605 in Liebenau bei Augsburg; † 18. Januar 1685 in Regensburg) war ein deutscher Geistlicher und Fürstbischof von Eichstätt von 1637 bis 1685.

## Abstammung
Marquard II. stammte wie sein Nachfolger und der spätere Bischof Franz Ludwig Schenk von Castell aus der Familie Schenk von Castell. Seine Eltern waren Johann Eberhard Schenk von Castell († um 1644) und dessen Ehefrau Katharina Hundbiß von Waltrams († 1648). Sein Onkel Johann Ulrich Hundbiß von Waltrams († 1636) war Domdekan in Eichstätt, sein Bruder Johann Ulrich Schenk von Castell († 1658) war Dompropst in Eichstätt und Augsburg. Der spätere Bischof von Eichstätt Johann Euchar Schenk von Castell (1625–1697) war sein Vetter.

## Leben
Er besuchte mit zwölf Jahren das Gymnasium von Dillingen und wurde als 16-Jähriger für das Eichstätter Domkapitel nominiert. Drei Jahre später wurde er Domkapitular und begann an der Universität Ingolstadt das Theologiestudium, das er ein Jahr später in Rom am Germanicum fortsetzte. Da das dortige Klima seiner Gesundheit nicht zuträglich war, verließ er 1627 Rom und wechselte nach Siena über, wo er ebenfalls nur kurz, bis 1628, studierte. Er beendete seine Ausbildung schließlich in Eichstätt bei den Jesuiten am Collegium Willibaldinum.
Am 2. Juni 1635 wurde er in Eichstätt zum Priester geweiht. Das Kapitel wählte ihn am 15. Januar 1636 zum Domdechanten. Am 21. Oktober 1636 wurde er zum Koadjutor cum iure successionis gewählt, mit dem Recht auf Nachfolge des Bischofs Johann Christoph von Westerstetten. Als dieser am 28. Juni 1637 starb, war Marquard automatisch gewählter Bischof. Nach päpstlicher Bestätigung wurde er am 10. Januar 1638 im Eichstätter Dom zum 60. Bischof von Eichstätt geweiht.
Verdient machte er sich bis zu seinem Tod um den inneren und äußeren Wiederaufbau der Stadt und des Hochstiftes Eichstätt nach den Zerstörungen des Schwedenkriegs; so entstand unter ihm in Eichstätt die Schutzengelkirche mit dem angrenzenden Jesuitenkolleg neu, wurde ab 1672 die Dompropstei errichtet, wurden die Hofmühle und die Kapitelstrinkstube wiedererrichtet und die Stadtmauer und die Willibaldsburg ausgebessert. Er ließ den Nordflügel des Benediktinerinnenklosters St. Walburg aufbauen, regte die Anlage eines Klostergartens an und stiftete für die Kloster- und Pfarrkirche St. Walburg den Hochaltar. Der Benediktinerabtei Plankstetten gab er 1671 nicht nur neue Statuten, sondern ließ auch die dortige Klosterkirche auf seine Kosten restaurieren. Unter ihm herrschte im gesamten Hochstift Hochkonjunktur im Bauwesen; mehrere Schlösser (z. B. 1670 Schloss Hofberg) wurden neu errichtet oder renoviert, Kirchen und Schulen nach seiner Weisung wieder aufgebaut. Auch vergrößerte er durch Ankäufe das Hochstift.
1640 ließ er den Hortus Eystettensis neu drucken, jedoch nur die Kupferstich-Tafeln mit den Pflanzen und nicht die Textseiten.
Nach dem Dreißigjährigen Krieg war eine innere Konsolidierung seines Herrschaftsgebietes erforderlich, wozu diverse Erlasse dienten. Er reorganisierte die Verwaltung des Hochstiftes und brachte durch Zölle und Steuern Ordnung in die zerrütteten Finanzen. 1666 ließ er die von Vorgängern übernommene „Hoch-Fürstliche Aychstättisch Holtz- und Forst-Ordnung“ drucken. 1674 erließ er eine Bergwerks- und Steinbruchordnung. 1682 folgte ein neues Statut des Domkapitels (capitulum clausum auf hochadeliger Bestimmung).
Zur Hebung der Religiosität holte er die Kapuziner nach Wemding und Neumarkt in der Oberpfalz und die Franziskaner (OFM) nach Dietfurt an der Altmühl und nach Freystadt.
Ab 1669 war er als kaiserlicher Prinzipalkommissar am Immerwährenden Reichstag in Regensburg tätig. In dieser Repräsentationsstellung vertrat er den Kaiser und weilte deshalb hauptsächlich in Regensburg. Der Kaiser schätzte sein Diplomatengeschick und erhob aus Dankbarkeit die Familie Marquards am 1. März 1681 in den Reichsgrafenstand.
1673 bewarb er sich vergeblich für den vakanten Mainzer Bischofsstuhl. Daraufhin wurde er wenigstens Mainzer Dompropst und hatte damit eine weitere Einnahmequelle.
Ab 1680 machten ihm körperliche Gebrechen immer mehr zu schaffen. Seine Bitte an den Kaiser um Entlastung von der Prinzipalwürde wurde nicht erfüllt. Fünf Jahre später starb er in Ausübung seines kaiserlichen Amtes in Regensburg. Ein Bronze-Bildnis von Marquard II. in ruhender, halberhobener Stellung, von Gabriel de Gabrieli entworfen, befindet sich an der Nordseite des Ostchors des Eichstätter Domes beim 1729–1731 entstandenen Denkmal für die drei Bischöfe aus dieser Familie; sein Epitaph findet man im Kreuzgang des Domes. Sowohl in Regensburg als auch in Eichstätt – hier bei der Beisetzung am 8. Februar 1685 – wurden Leichenpredigten gehalten, die gedruckt wurden.

## Werke
- Liber rituum ecclesiasticorum episcopatus Eystettensis ad normam ritualis Romani accommodatus. Ingolstadii/Ingolstadt 1662 (lateinisch)